# 1º agosto
Il 1º agosto o primo agosto è il 213º giorno del calendario gregoriano (il 214º negli anni bisestili). Mancano 152 giorni alla fine dell'anno.
In quanto primo del mese, a differenza degli altri giorni, è solitamente scritto con l'indicatore ordinale. Tuttavia, sebbene sconsigliabile, è in aumento l'uso della forma con il numerale cardinale (1 agosto).

## Eventi
- 30 a.C. – Con la conquista di Alessandria, l'Egitto diventa una provincia romana
- 527 – Giustiniano I diventa imperatore bizantino
- 1245 – Si apre il primo concilio di Lione
- 1291 – Secondo la tradizione, firma del Patto eterno confederale sul Grütli e nascita della Confederazione Svizzera
- 1461 – Edoardo IV viene incoronato re d'Inghilterra
- 1492 – Con il Decreto dell'Alhambra, Ferdinando e Isabella cacciano gli ebrei dalla Spagna
- 1498 – Cristoforo Colombo scopre il Venezuela
- 1519 – Carlo V viene eletto imperatore del Sacro Romano Impero
- 1571 - Cade la fortezza veneziana di Famagosta a Cipro durante la guerra di Cipro
- 1619 – I primi schiavi neri arrivano a Jamestown (Virginia)
- 1635 – Guadalupa diventa una colonia francese
- 1658 – Leopoldo I d'Asburgo all'età di 18 anni viene eletto imperatore del Sacro Romano Impero
- 1664 – Raimondo Montecuccoli vince, a capo della coalizione cristiano-imperiale, la battaglia di San Gottardo sul fiume Rába
- 1754 – Papa Benedetto XIV pubblica la lettera enciclica Quod Provinciale sull'uso di nomi islamici da parte di cristiani
- 1774 – Scoperta ufficiale dell'ossigeno a opera di Joseph Priestley
- 1790 – Viene completato il primo censimento degli Stati Uniti d'America: la popolazione totale dei 13 Stati era di 3 929 214 abitanti
- 1798 – Battaglia del Nilo tra la flotta francese e quella britannica
- 1820 – Apertura del Regent's Canal di Londra
- 1831 – Apertura del London Bridge
- 1834 – La schiavitù viene abolita nell'Impero britannico
- 1838 – Vittoria viene incoronata regina del Regno Unito
- 1864 – Guerra di secessione americana: il generale Philip Henry Sheridan prende il comando dell'Armata dello Shenandoah
- 1865 – In Italia esce il primo numero de Il Sole 24 Ore
- 1873 – Il primo tram entra in servizio a San Francisco
- 1876 – Il Colorado diventa il 38º Stato degli Stati Uniti d'America
- 1894 – Scoppia la prima guerra sino-giapponese, combattuta per il controllo della Corea
- 1895 – El Salvador, Honduras e Nicaragua formano l'Unione Centro Americana
- 1900 – Nasce il Borussia Mönchengladbach
- 1902 – Gli Stati Uniti acquistano dalla Francia i diritti sul Canale di Panama
- 1907 – Inizia il primo campo scout della storia sull'Isola di Brownsea: inizia così il Movimento Scout
- 1914
  - Prima guerra mondiale: la Germania dichiara guerra alla Russia
  - La rivista Lacerba pubblica il Manifesto dell'architettura futurista
- 1917 – Papa Benedetto XV emana la famosa Nota ai capi dei popoli belligeranti in cui definisce la guerra «inutile strage»
- 1926 – Nasce la Società Sportiva Calcio Napoli
- 1927 – Formazione dell'Esercito Popolare di Liberazione
- 1931 – A Genova viene varato il transatlantico Rex, l'unica nave italiana a vincere il Nastro Azzurro
- 1936 - A Berlino si tiene la cerimonia inaugurale dei Giochi della XI Olimpiade presieduta da Adolf Hitler: durante l'evento viene eseguito per la prima volta l'inno olimpico composto per l'occasione da Richard Strauss e si svolge per la prima volta la cerimonia di accensione del braciere olimpico ideata dalla regista Leni Riefenstahl, che immortalerà i momenti salienti dei giochi nel suo film Olympia
- 1941 – Viene prodotta la prima Jeep
- 1943 – Seconda guerra mondiale: la motosilurante PT-109, comandata dal tenente John F. Kennedy, affonda
- 1944
  - Anna Frank scrive l'ultimo brano del suo diario
  - Rivolta di Varsavia contro l'occupazione nazista
- 1950 – Re Leopoldo III del Belgio abdica
- 1957 – Gli USA e il Canada formano il North American Air Defense Command (NORAD)
- 1960 – Il Dahomey, già colonia francese e parte dell'Africa Occidentale Francese, proclama la propria indipendenza e si dà il nome di Benin
- 1965
  - Il presidente statunitense Lyndon B. Johnson autorizza il primo impiego di truppe di terra nazionali nella guerra del Vietnam
  - La principessa Beatrice dei Paesi Bassi annuncia il suo fidanzamento con Claus van Amsberg
- 1967 – Israele si annette Gerusalemme Est
- 1971 – Il Concerto per il Bangladesh organizzato a New York da George Harrison vede l'esibizione di numerosi musicisti fra cui Eric Clapton, Bob Dylan, Leon Russell e Ringo Starr
- 1976 – Niki Lauda resta vittima di un grave incidente durante i primi giri del Gran Premio di Germania sulla pista del Nürburgring-Nordschleife
- 1981 – MTV inaugura ufficialmente le sue trasmissioni mandando in onda Video Killed the Radio Star dei Buggles[3]; nello stesso giorno del 1987 partiranno le trasmissioni di MTV Europe con il videoclip di Money for Nothing dei Dire Straits
- 1991 – Il primo ministro israeliano Yitzhak Shamir accetta una formula per i colloqui di pace nel Vicino Oriente
- 2001
  - In colloqui tra il governo e i rappresentanti della minoranza albanese in Macedonia si raggiunge un accordo sulla posizione della lingua albanese all'interno della repubblica
  - Bulgaria, Cipro, Lettonia, Malta, Slovenia e Slovacchia entrano nell'Agenzia Ambientale Europea
- 2005
  - Entra in vigore in tutti gli Stati membri dell'Unione europea il divieto di fare pubblicità al tabacco in radio, televisione, carta stampata e Internet
  - A Brescia viene denunciata la scomparsa dei coniugi Aldo Donegani e Luisa De Leo: i loro corpi fatti a pezzi saranno rinvenuti il successivo 17 agosto presso il passo del Vivione
- 2021 – Ai Giochi della XXXII Olimpiade disputatesi a Tokyo, due atleti italiani vincono due medaglie d'oro in 16 minuti: prima il salto in alto con Gianmarco Tamberi e poi i 100 metri con Marcell Jacobs

## Nati
Ci sono circa 1 210 voci su persone nate il 1º agosto; vedi la pagina Nati il 1º agosto per un elenco descrittivo o la categoria Nati il 1º agosto per un indice alfabetico.

## Morti
Ci sono circa 470 voci su persone morte il 1º agosto; vedi la pagina Morti il 1º agosto per un elenco descrittivo o la categoria Morti il 1º agosto per un indice alfabetico.

## Feste e ricorrenze

### Civili
Nazionali:
- Angola – Giorno delle forze armate
- Argentina - Día de la Pachamama (Giorno de la Madre Terra, dalla lingua indigena Guaraní)
- Barbados, Trinidad e Tobago – Giorno dell'emancipazione
- Benin – festa nazionale
- Cina – Anniversario della fondazione dell'Esercito Popolare di Liberazione
- Repubblica Democratica del Congo – Giorno dei genitori
- Libano – Giorno dell'esercito (‘Īd al-Jaysh)
- Nicaragua – Giorno della fiesta
- Svizzera – festa nazionale in commemorazione della nascita della Confederazione

### Religiose
Cristianesimo:
- San Pietro in Vincoli, in cui viene ricordata la liberazione miracolosa di San Pietro dalle catene (conservate nella Basilica di San Pietro in Vincoli), mentre era in carcere a Gerusalemme.
- Perdono d'Assisi – Dal mezzogiorno del 1º agosto alla mezzanotte del 2 agosto è possibile conseguire l'indulgenza plenaria detta della Porziuncola o Perdono di Assisi visitando una chiesa parrocchiale o francescana
- Sant'Alfonso Maria de' Liguori, vescovo e dottore della Chiesa
- Sant'Arcadio di Bourges, vescovo
- San Buono, martire
- Santi Domenico Nguyen Van Hanh (Dieu) e Bernardo Vu Van, martiri
- Sant'Eleazar martire
- Sant'Esuperio di Bayeux, vescovo
- Sant'Etelvoldo, vescovo di Winchester
- San Felice di Gerona, martire
- Santi Friardo e Secondello, eremiti
- San Gionato, abate
- San Leo di Montefeltro, vescovo
- Santi Maccabei, sette fratelli martiri
- Santi Pellegrino e Bianco, pellegrini
- San Pietro Favre, sacerdote e teologo gesuita
- San Rubil, monaco
- San Severo
- Beato Alessio Sobaszek, sacerdote e martire
- Beato Benvenuto Maria da Dos Hermanas (Giuseppe de Miguel Arahal), sacerdote e martire
- Beata Chiara, monaca cistercense venerata ad Orléans
- Beato Emerico di Quart, vescovo
- Beato Gerhard Hirschfelder, sacerdote e martire
- Beato Giovanni Bufalari da Rieti
- Beate Maria Stella del SS. Sacramento (Adelaide Mardosewicz) e 10 compagne, martiri
- Beato Nicola de la Torre Merino, coadiutore salesiano, martire
- Beato Orlando eremita
- Beato Rodolfo monaco, vallombrosano
- Beato Tommaso Welbourne, martire

Bahá'í:
- Festa di Kamál (Perfezione) - Primo giorno dell'ottavo mese del calendario Bahá'í

Druidismo:
- Lughnasadh

Rastafarianesimo:
- Celebrazione della liberazione di Hailé Selassié dalla schiavitù

Religione romana antica e moderna:
- Calende
- Natale del divo Pertinace (Natalis Divi Pertinacis)
- Natale di Marte Ultore
- Vittoria del Palatino
- Speranza

Wicca:
- Lammas